# 迷你橋牌
迷你橋牌是一種類似合約橋牌的簡化版紙牌遊戲，迷你橋牌省略了橋牌中叫牌的部份，因此參與者不需學習複雜的叫牌系統。迷你橋牌約在1990年代導入法國及荷蘭，有許多的變體。
和其他型式的橋牌相同，迷你橋牌也是四個人組成二個搭檔進行，搭檔坐在彼此的對面。發牌人將標準撲克牌的五十二張平均發給大家。在合約橋牌中，接下來就利用叫牌的過程決定誰是莊家，但在迷你橋牌中，直接由大家手上的牌決定誰是莊家，夢家（莊家的搭檔）將他的手牌面朝上放在桌面上，再由莊家決定合約。合約包括其王牌的花色（或是無王）及是否成局。後面的部份類似合約橋牌，不過夢家不參與後續的遊戲，由莊家決定莊家及夢家要出的牌。